# 김용정 (1943년)
김용정(金容正, 1943년 11월 16일~2013년 4월 30일)는 대한민국의 언론인이다. 본관은 광산(光山).

## 학력
- 광주제일고등학교 졸업
- 1966년 고려대학교 법학과 졸업
- 1984년 연세대학교 대학원 경제학 수료
- 1998년 연세대학교 언론홍보대학원 최고위과정

## 경력
- 1968년 동아일보 수습 기자 입사
- 1968년 ~ 1980년 8월 동아일보 사회부, 경제부 기자
- 1980년 8월 신군부에 의한 동아일보 강제 해직
- 1981년 ~ 1982년 한국산업경제연구원 정책연구실 실장
- 1982년 ~ 1984년 한국경제연구원 수석연구원, 연구조정실 실장
- 1984년 10월 동아일보 복직
- 1984년 10월 ~ 1985년 3월 동아일보 여성동아부 기자
- 1985년 4월 ~ 1987년 6월 동아일보 출판국 편집위원
- 1987년 7월 ~ 1988년 동아일보 사회부 차장
- 1988년 ~ 1989년 동아일보 경제부 차장
- 1990년 7월 ~ 1991년 동아일보 생활경제부 부장
- 1991년 ~ 1993년 동아일보 수도권사회부 부장
- 1993년 ~ 1994년 동아일보 체육부 부장
- 1994년 ~ 2000년 5월 동아일보 논설위원
- 1995년 ~ 1996년 서울시 신청사 건립추진 시민위원
- 1995년 세계태권도연맹(WTF) 국제홍보위원
- 1996년 ~ 1997년 통상산업부 산업정책 자문위원
- 1998년 재정경제부 세제발전 심의위원
- 1998년 국토종합개발계획심의위원
- 1998년 농업정책심의위원
- 1998년 양곡유통위원
- 1998년 6월 ~ 2000년 노사정위원회 상무위원
- 1998년 ~ 1999년 경찰청 경찰제도 연구지도위원
- 1998년 대한상공회의소 한국경제연구센터 연구위원
- 1998년 인천신공항운영 자문위원
- 1998년 한국행정연구원 자문위원
- 1998년 한국고속철도 건설공단 자문위원
- 1998년 ~ 2000년 정보통신정책 심의위원
- 1999년 ~ 2000년 경찰개혁위원회 위원
- 1999년 3월 ~ 2000년 5월	정부출연연구기관 인문사회연구회 민간이사
- 1999년 3월 실업대책위원회 자문위원
- 1999년 8월 신노사문화 창출을 위한 자문단 자문위원
- 1999년 8월 제3기 노사정위원회 공익위원
- 2000년 4월 한국전력공사 비상임이사
- 2000년 5월 정부출연연구기관 인문사회연구회 민간이사
- 2000년 5월 ~ 2001년 7월 동아일보 심의연구실 실장
- 2001년 정보통신정책 심의위원
- 2001년 7월 동아일보 편집국 국장
- 한국행정연구원 위촉위원
- 2002년 7월 ~ 2003년 12월 동아일보 출판국 출판편집인 이사대우
- 국무총리 실업대책 자문위원
- 2004년 다산연구소 대표

## 저서
- 정부비축제도 개선방안
- 정부양곡관리제도 개선방안
- 한국해외건설 20년사
- 기업의 사회봉사
- 때론 치열하게 때로는 나지막이(공)